# رجل العنزة دائمة الكأس
رجل العنزة دائمة الكأس (الاسم العلمي:Aegopodium calycinum) هو نوع غير مؤكد من النباتات يتبع جنس رجل العنزة من الفصيلة الخيمية.